# Oberlustadt
Oberlustadt ist einer von zwei Ortsteilen der rheinland-pfälzischen Ortsgemeinde Lustadt. Bis 1969 war er eine selbständige Gemeinde.

## Lage
Oberlustadt liegt in der Oberrheinischen Tiefebene im westlichen Gemeindegebiet und ist mit dem Nachbarort Niederlustadt baulich inzwischen zusammengewachsen, sodass eine räumliche Trennung mittlerweile nicht mehr möglich ist. Der Hofgraben durchfließt das Siedlungsgebiet. Zu Oberlustadt gehören außerdem die Wohnplätze An der Hohen Straße, Auf der Büsche, Bei der Ziegelei, Fuchsgarten, In den Niedergärten, Lachenmühle, Ludwigsmühle und Ober dem Dorf. Im Süden der Gemarkung erstreckt sich der Bellheimer Wald; in diesem Bereich verläuft außerdem in West-Ost-Richtung die Queich. Nördlich des Siedlungsgebietes erstrecken sich Weinberge des Weinanbaugebiets Pfalz.

## Geschichte
Vor Ort hatten die Herren von Lustadt ihren Sitz. Bis Ende des 18. Jahrhunderts gehörte Oberlustadt zur dem Johanniterorden unterstehenden Komturei Heimbach. Von 1798 bis 1814, als die Pfalz Teil der Französischen Republik (bis 1804) und anschließend Teil des Napoleonischen Kaiserreichs war, war Oberlustadt in den Kanton Germersheim im Departement des Niederrheins eingegliedert und besaß eine eigene Mairie. 1815 hatte die Gemeinde insgesamt 1143 Einwohner. Im selben Jahr wurde der Ort Österreich zugeschlagen. Bereits ein Jahr später wechselte der Ort wie die gesamte Pfalz in das Königreich Bayern. Von 1818 bis 1862 gehörte Ober-Lustadt – so die damalige Schreibweise – dem Landkommissariat Germersheim an; aus diesem ging das Bezirksamt Germersheim hervor.
1928 hatte Oberlustadt 1214 Einwohner, die in 249 Wohngebäuden lebten. Sowohl die Protestanten als auch die Katholiken besaßen jeweils eine Pfarrei vor Ort. Ab 1938 war der Ort Bestandteil des Landkreises Germersheim. Nach dem Zweiten Weltkrieg wurde Oberlustadt innerhalb der französischen Besatzungszone Teil des damals neu gebildeten Landes Rheinland-Pfalz. Im Zuge der ersten rheinland-pfälzischen Verwaltungsreform wurde Oberlustadt am 7. Juni 1969 mit der Nachbargemeinde Niederlustadt zur neuen Ortsgemeinde Lustadt zusammengelegt.

## Religion
Ab 1851 existierte vor Ort eine Synagoge, die den Novemberpogromen von 1938 zum Opfer fiel. Die Einwohnerstatistik von 1928 weist 37 „Israeliten“ auf. Am 22. Oktober 1940 wurden Oberlustadter Juden im Zuge der Wagner-Bürckel-Aktion deportiert.

## Wappen
| Wappen von Oberlustadt | Blasonierung: „In Rot über einem durch einen goldenen Balken geteilten und in der oberen Hälfte durch einen goldenen Pfahl gespaltenen goldenen Ring ein achtspitziges schwebendes silbernes Johanniterkreuz.“ |
| Wappen von Oberlustadt | Wappenbegründung: Das Johanniterkreuz weist auf die einstige Zugehörigkeit zur Komturei Heimbach hin. |

## Kultur

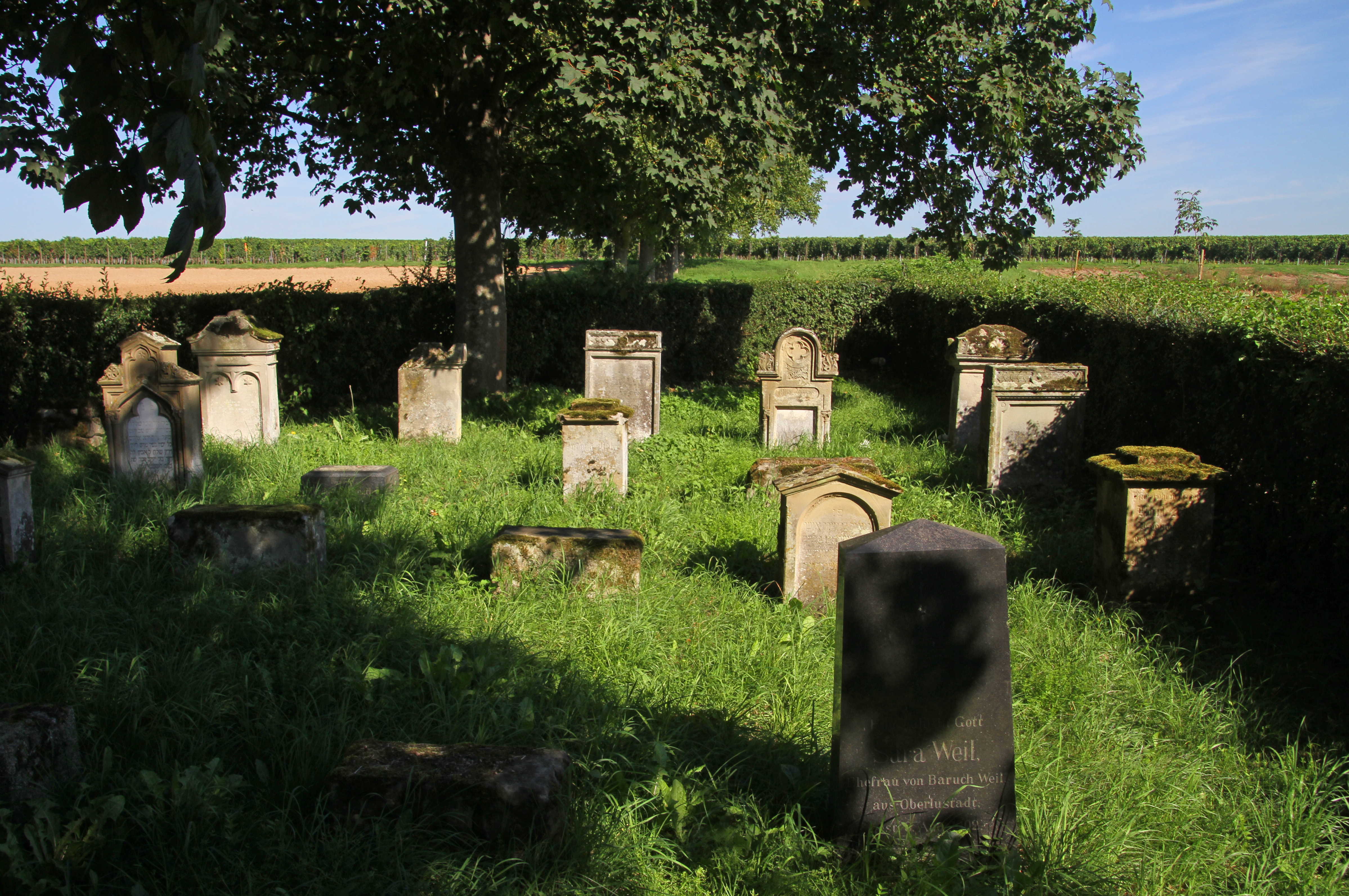
Jüdischer Friedhof

Der Ortskern und der Jüdische Friedhof sind als Denkmalzonen ausgewiesen; hinzu kommen insgesamt 27 Einzeldenkmäler.

## Verkehr und Infrastruktur
Der Nachbarort Niederlustadt besaß am südwestlichen Rand seines Siedlungsgebiets den Bahnhof Lustadt an der Bahnstrecke Germersheim–Landau, der als gemeinsame Bahnstation mit Oberlustadt ausgelegt war. Der Personenverkehr wurde 1984 eingestellt, in den 1990er Jahren folgte der Güterverkehr. Der Ort ist durch die Buslinie 590 des Verkehrsverbundes Rhein-Neckar, die ihn mit dem Landauer Hauptbahnhof sowie mit Germersheim verbindet, an den Nahverkehr angeschlossen. Rund einen Kilometer nördlich des Siedlungsgebiets verläuft in Ost-West-Richtung die Bundesstraße 272.

## Persönlichkeiten

### Söhne und Töchter des Ortes
- Augustin Violet (1799–1859), erster pfälzischer Taubstummenlehrer
- Jakob Nagel (1899–1973), Elektroingenieur, Ministerialbeamter und von 1937 bis 1945 Staatssekretär der Deutschen Reichspost
- Werner Doppler (* 1941), Agrarökonom und Wirtschaftswissenschaftler an der Universität Hohenheim

### Personen, die vor Ort gewirkt haben
- Jakob Schwalb (1872–1934), kurzzeitig Kaplan in Oberlustadt